# Ježekita
La ježekita és un mineral de la classe dels carbonats. Rep el seu nom del professor Bohuslav Ježek (1877-1950) un prominent mineralogista i cristal·lògraf txec de la Universitat de mines d'Ostrava i Pribram.

## Característiques
La ježekita és un carbonat de fórmula química Na₈[(UO₂)(CO₃)₃](SO₄)₂(H₂O)₃. Va ser aprovada com a espècie vàlida per l'Associació Mineralògica Internacional l'any 2014, i publicada un any més tard. Cristal·litza en el sistema hexagonal. Es troba en forma d'escorces cristal·lines formada de cristalls prismàtics fins de color groc sofre en gangues. No s'ha de confondre amb la morinita, també coneguda com a ježekita (de Slavik). L'exemplar que va servir per a determinar l'espècie, el que es coneix com a material tipus, es troba conservat al Fersman Mineralogical Museum of the Russian Academy of Sciences, a Moscou, Rússia, amb el número de registre 4606/1.

## Formació i jaciments
És un mineral supergènic de baixa temperatura format per la hidratació-oxidació de la uraninita associada amb els processos post-miners. Va ser descoberta a la mina Geschieber, a Svornost, Jáchymov, a la regió de Karlovy Vary (República Txeca). Es tracta de l'únic indret on ha estat trobada aquesta espècie mineral. Sol trobar-se associada a altres minerals com: schröckingerita, guix, čejkaïta i andersonita.